# Панагюриште
Панагю́риште (болг. Панагюрище) — місто в Пазарджицькій області Болгарії. Адміністративний центр общини Панагюриште.

## Географія
Місто Панагюрище розташоване в гірській місцевості. Воно лежить у Сищинських Середніх горах. На північ від нього, недалеко від курорту Панагюрські колонії, знаходиться гора Братія (1519 м над рівнем моря). Через місто протікає річка Панагюрська Луда Яна, яка після села Попинці вливається у річку Стрельчанська Луда Яна і таким чином утворює річку Луда Яна. Станція Панагюрище - остання станція на залізничній лінії Пловдив - Панагурище. Шосе 37  національної дорожньої мережі, що з'єднує Доспат (у Родопах), проходить через Златишський прохід  (Стара Планина) з магістраллю А2  Гемус (біля села Джурово, м. Правець). Панагюрище - адміністративний центр общини Панагюрище, до якої входять ще 9 населених пунктів. Сусідні населені пункти: Панагюрські колонії (15 км на північ), Обориште (10 км на захід), Баня (11 км на південь і далі на захід), село Бита (8 км на південь) і Стрелча (12 км на схід).
На землях міста Панагюрище розташоване село Панагюрські колонії, яке не має власної землі.

## Історія

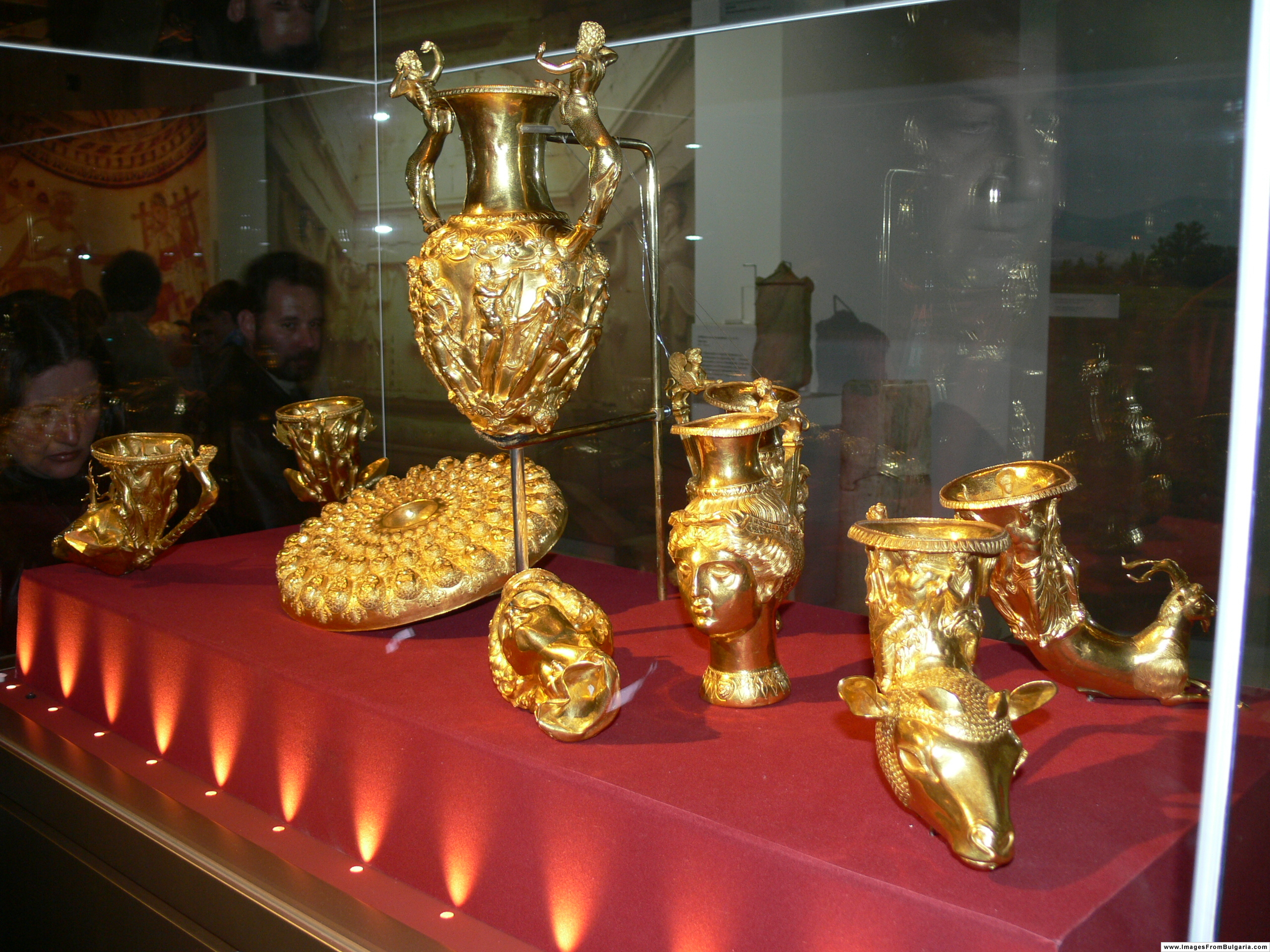
Панагюрський скарб

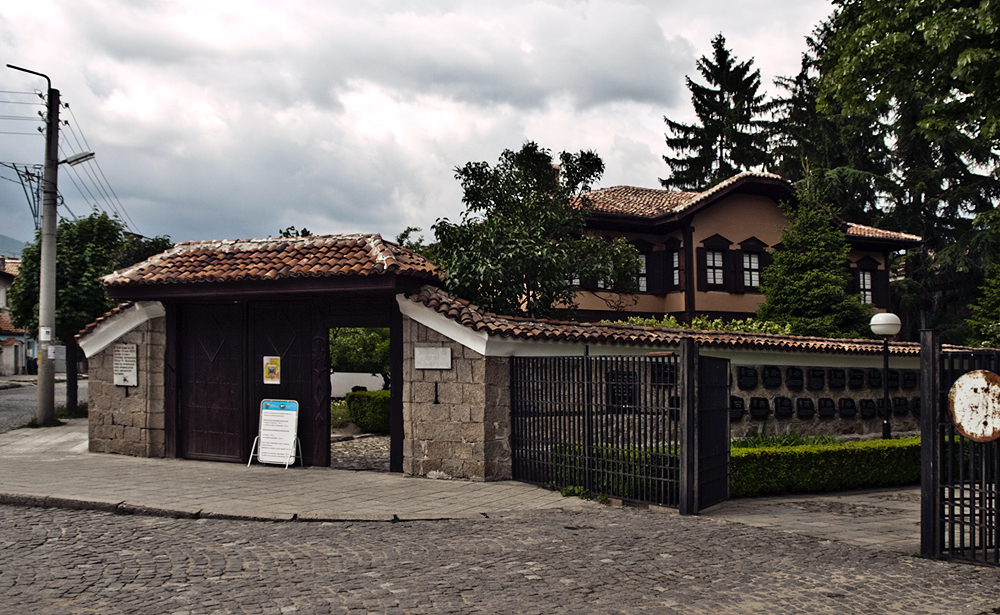
Історичний музей в Панагурищі

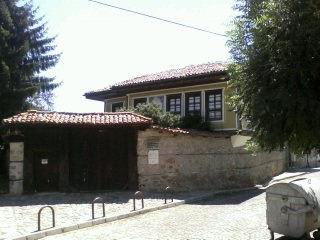
Будинок Тутеви в Панагюрищі

В околицях міста є десятки фракійських курганів. В одному з них - курган "Мрамор", було виявлено поховання фракійського вождя. Недалеко від нього в 1949 році  відкрили всесвітньо відомий сьогодні Панагюрський скарб, що датується IV-III століттям до нашої ери. Скарб випадково був знайдений мулярами Павлом, Петком та Михайлом Дейковими, під час копання  глини. Виготовлений з чистого золота скарб важить 6,164 кг.  Копії дев'яти унікальних суден розміщені в історичному музеї міста, а оригінали ходять по музеях світу і в Болгарії.
Зручне розташування, природа та сприятливий клімат у цьому регіоні привертали увагу людей у цьому регіоні протягом і  середньовіччя.  Збереглися руїни болгарських фортець Красен і Душковченин.
Заснування Панагюрища пов'язане з драматичними часами після османського вторгнення.  Назва походить від "панагюр" - (з грецької: πανηγυρι - свято, ярмарок), так як на березі річки Луда Яна в ті роки був невеликий базар.  Пізніше ринок переїхав до місця, де зараз знаходиться місто Пазарджик. 

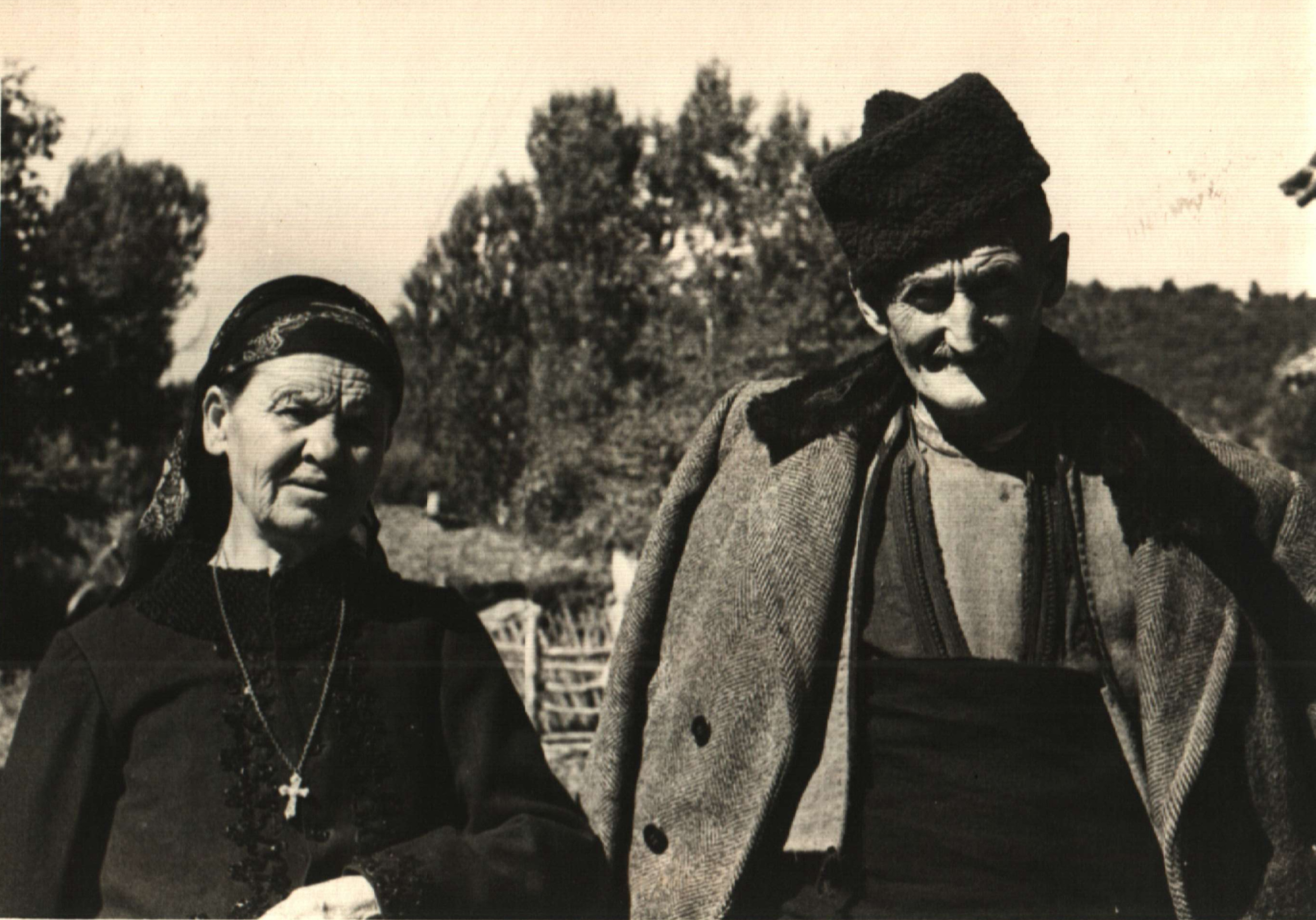
Традиційний одяг

Хвилі поселенців прийшли після албанських повстань Івана Кастріоті у 16 столітті  з Дебару, Прилепа, Касторії та інших.
Тривалий час окремі квартали конкурували один з одним, і з часом село згуртувалося по берегах Луди Яни та її притоках.
Сьогодні найяскравішим свідченням цього явлення є змішана мова населення, що має багато східно-болгарських і західно-болгарських рис.  Місто розташоване на так званій ятовому кордоні  мовних діалектів.
На початку ХІХ століття Панагюрище досягло значного економічного та духовного зростання. Тут існує ряд ремесел, пов'язаних з добре розвиненим тваринництвом:  - торгівля худобою, виробництво та обробка шкір, хутра,  виготовлення взуття. Згодом зробило місто знаменитим Панагюрська золота школа. Різними ремеслами займались понад 2500 ремісників і учнів.  За свідченнями  1861 року американських місіонерів, у місті понад 12 500 болгарських громадян, які мають велику школу.
Економічний і духовний підйом допомагає  втілити ідею національного визволення.   Восени 1870 року Василь Левський заснував тут революційний комітет, схід якого знаходився в будинку Івана Духовникова, що зберігся донині у дворі історичного музею. У історичному районі Оборище 14 квітня 1876 року відбулося перші Великі національні зборі Болгарії. "Оборище" розташоване в 8 км на захід від Панагюрища. Тут можна побачити встановлений в 1928 році  пам'ятник на честь зустрічі.
У 1876 році  місто стало центром 4-го революційного округу і головним містом в Квітневому повстанні.  Після придушення повстання місто спалили і повністю зруйнували башибузуки.  Після визволення були збудовані нові будівлі.  Ось чому у Панагюрищі немає багато будинків епохи Відродження (на відміну від Копривштиців).
У 1977 р  стає общинським центром.

## Населення
За даними перепису населення 2011 року у місті проживали 17 584 особи.
Національний склад населення міста:
| Національність   | Кількість осіб | Відсоток |
| ---------------- | -------------- | -------- |
| болгари          | 16318          | 97,9%    |
| цигани           | 60             | 0,4%     |
| турки            | 4              | < 0,1%   |
| інша             | 15             | 0,1%     |
| не визначились   | 276            | 1,7%     |
| Всього відповіли | 16673          |          |

Розподіл населення за віком у 2011 році:
Динаміка населення:

## Релігії

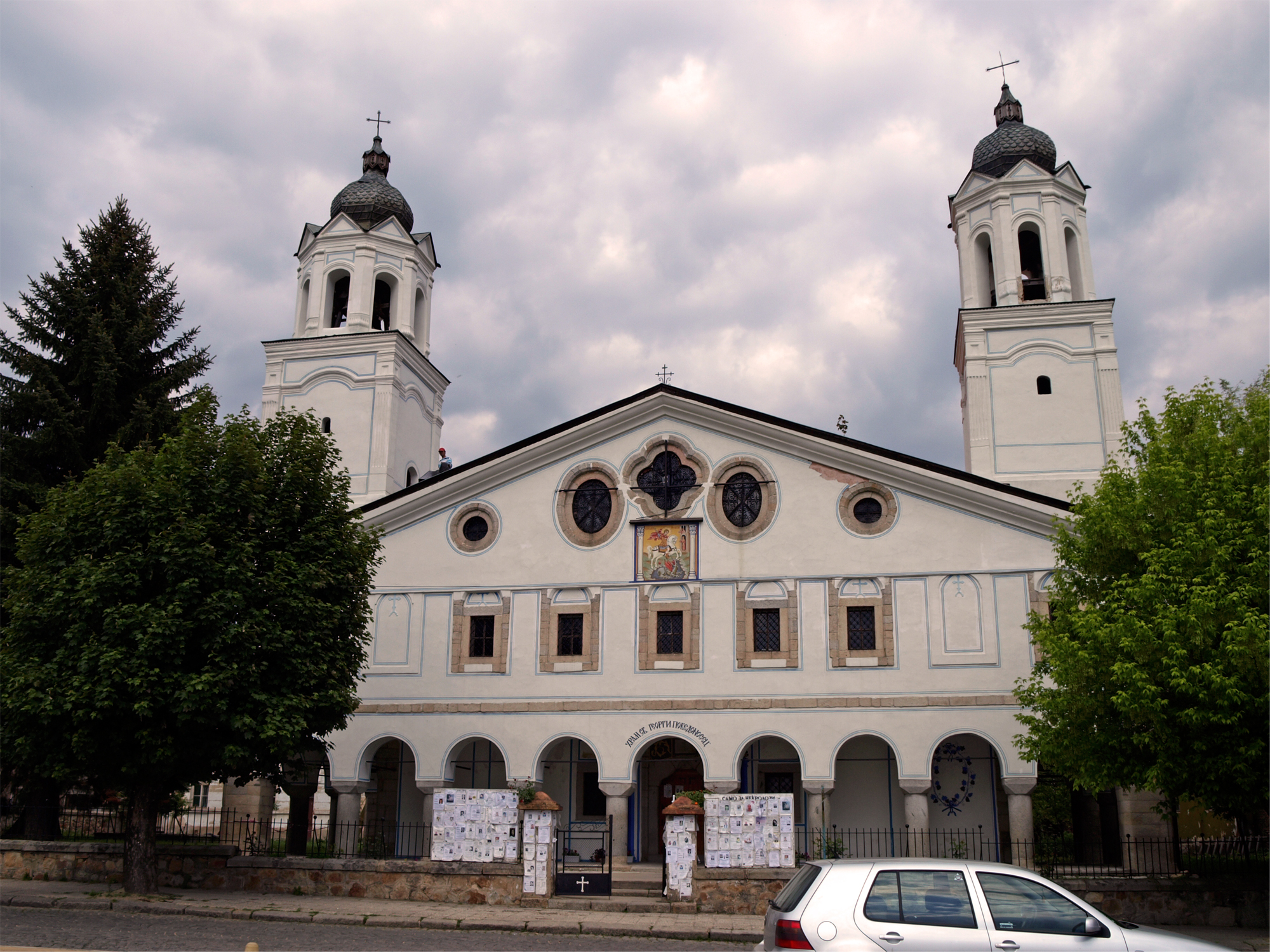
Церква "Св. Георгій "

Населення в цілому сповідає лише християнство, оскільки переважає східне православ'я. У місті є також  церква, яка є частиною Союзу євангельських конгрегаційних церков. Сильним був рух толстовців  до 1944 року.
В околицях міста розташовані кілька православних каплиць.
Мусульмани не представлені серед корінних народів, тому що під час османського правління місто було заборонено для них.  Цьому сприяли дві речі: за час яничарів місто було зобов'язане надати так  званий  кров'яний податок, що  не дало привілей  туркам.  Пізніше болгарське населення повинне було охороняти проходи через Середню Гору, що знов не дало  привілей муслімам.

## Економіка

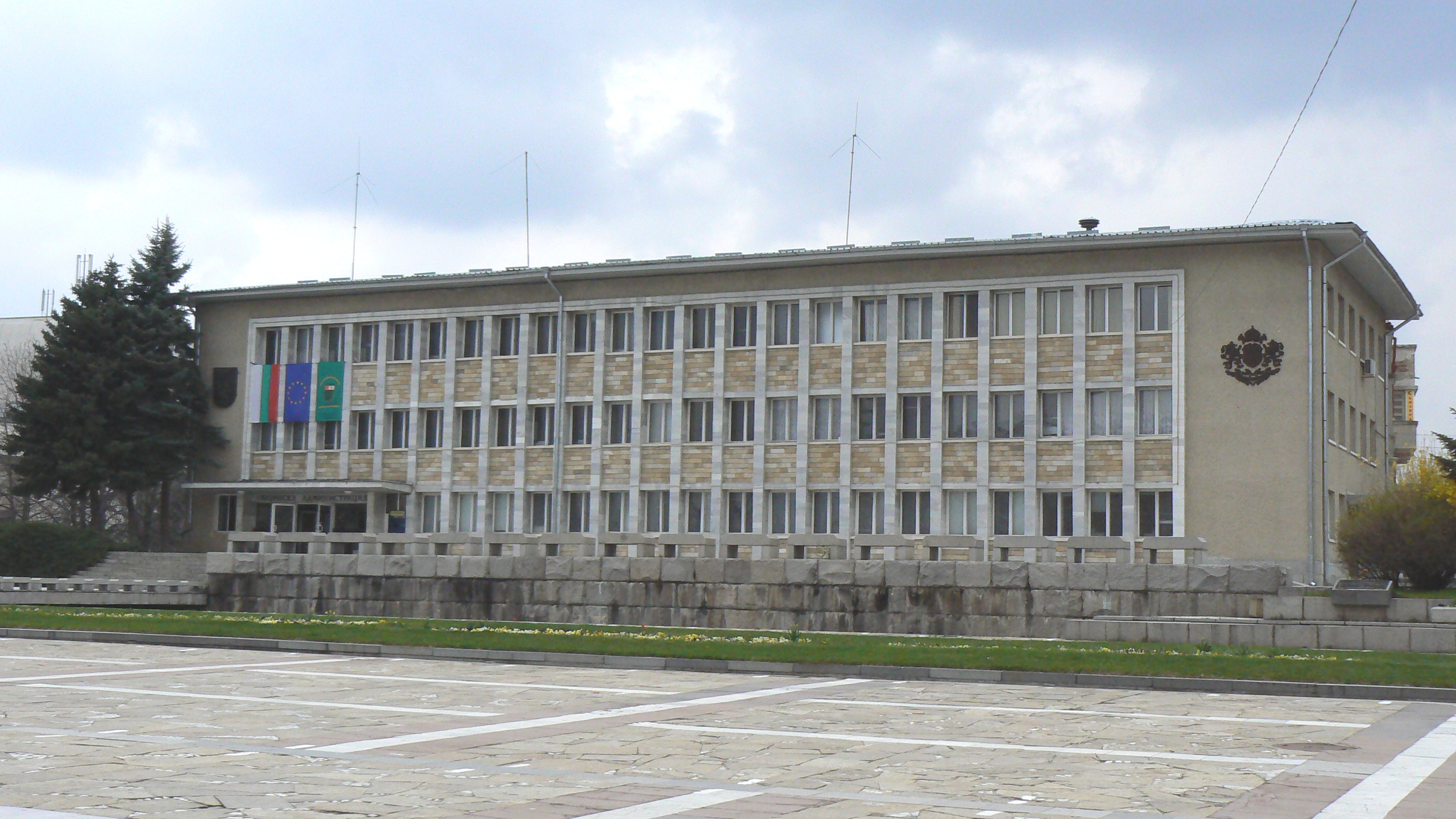
Будівля муніципалітету

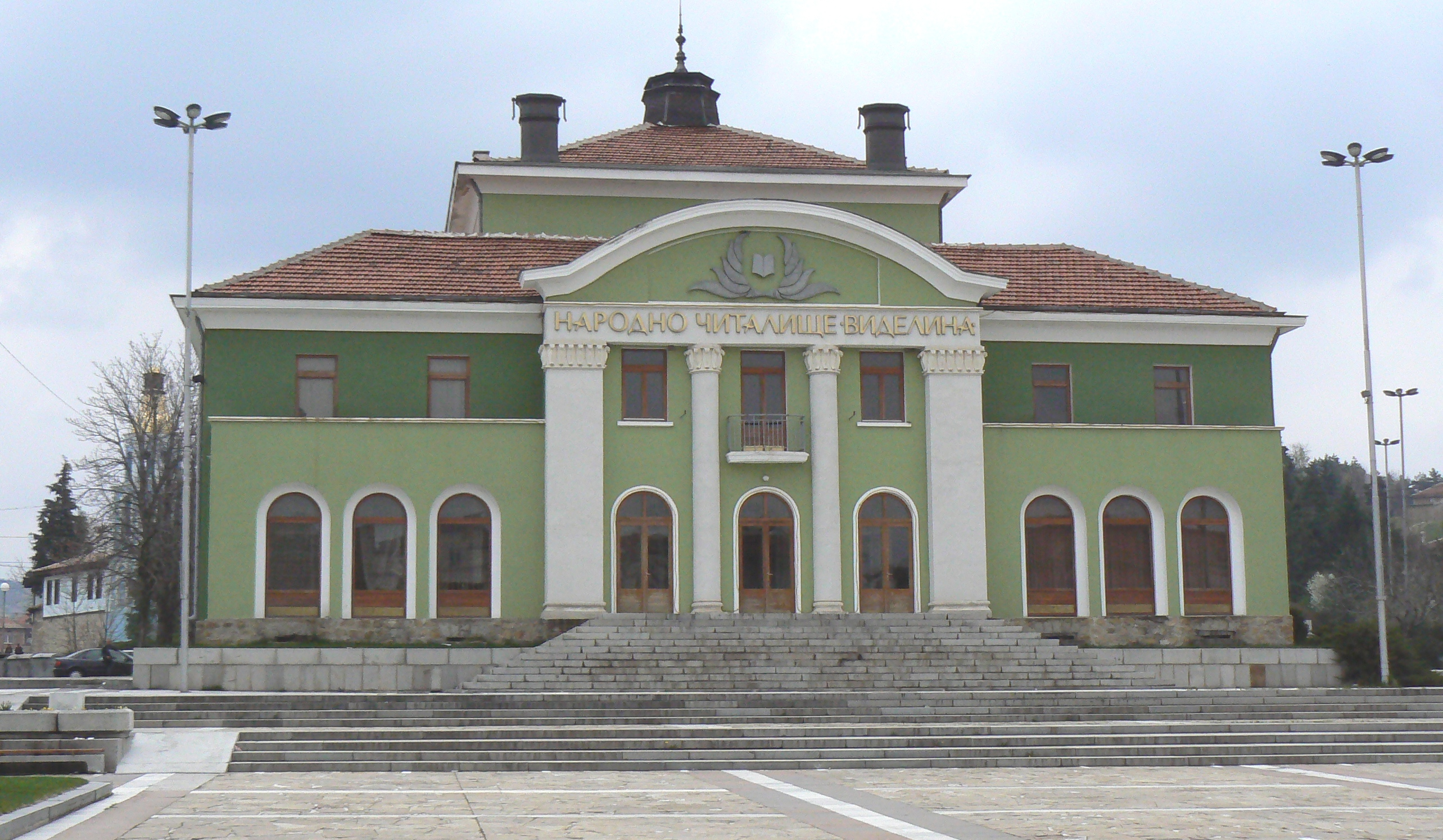
Чромадський центриталище "Віделина"

Основними підприємствами міста є: Ассарель-Медет, ТОВ «Оптіелектрон Груп», ТОВ «Оптікс», ВАТ « Бунай», ВАТ текстильна фабрика «Яна» - виробництво бавовняних махрових тканин та "Рітон-П"  ТОВ "ІНА" - органічне землеробство та виробництво ефірних олій.
Місто є останньою станцією залізничної лінії Пловдив - Панагурище.

## Державні установи
- Муніципалітет Панагюрище
- Громадський центр "Віделина"

## Культурні та природні пам'ятки

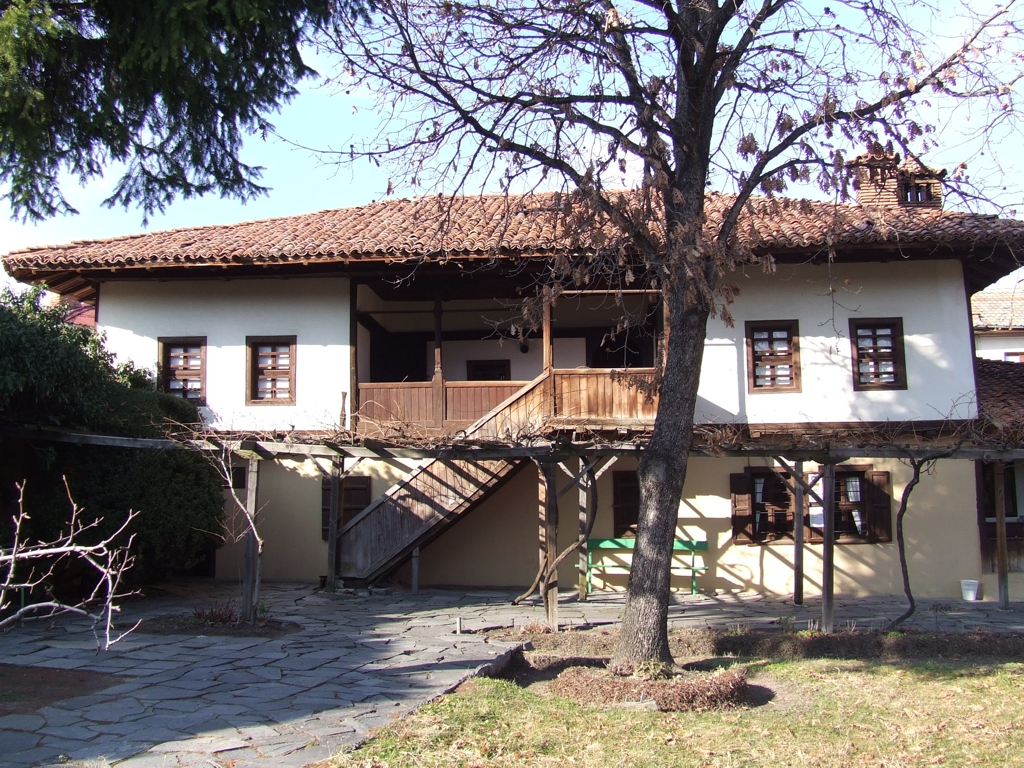
Будинок Райни Княгині

Будинок-музей Райна Княгиня - рідний будинок Райни Княгині (1856 - 1917), болгарської вчительки і революціонерки, яка ушила повстанський прапор Квітневого повстання. У дворі поховані рештки героїні. Музей є частиною 100 національних туристичних об'єктів Болгарського туристичного союзу.
Історична місцевість "Оборище" розташована приблизно в 8 км на північний захід від міста. Тут 14 квітня 1876 року  була скликана зустріч, на якій було прийнято рішення про оголошення Квітневого повстання.  Місцевість є частиною 100 національних туристичних об'єктів Болгарського туристичного союзу.
2 травня 2006 року відкритий пам'ятник Райні Княгині в Панагюрищі.

### Театри
У місті є будівля театру без постійної трупи.  Виступи організовуються групами гостей.

### Музеї
Музей історії представляє виставку, присвячену Квітневому повстанню, з оригінальними реліквіями, пов'язаними з героїчною епохою квітня 1876 року, артефактами, пов'язаними з підготовкою повстання. У головному корпусі історичного музею експонується багата колекція вогнепальної зброї та холодної зброї XVIII - ХІХ ст., що використовувалася під час  повстання.  Акцентом в експозиції є також представлена реконструкція одягу Панагюрських повстанців.
Один із залів музею демонструє модель панагюрського скарбу.
У місті також є музей природної історії з постійною експозицією чучел.  Тут можна побачити цінну колекцію мисливських трофеїв з Ефіопії, яку приніс Нікола Делірадев, а також препаровані тулуби і голови африканських антилоп, подаровані Христо Ширбановим.
Під час Квітневого повстання Панагюрище було спалено майже повністю. Залишилось лише кілька будівель, одна з яких - будинок Тутева, де 20 квітня 1876 року  було оголошено Квітневе повстання.  Сьогодні будинок Івана Тутева є музеєм.
Ще один музей - будинок Райни Попгеоргієвої. Їй було лише 20 років, коли Бенковський запропонував їй вишити гасло повстанців і зображення лева  - "Свобода або смерть!"  У дворі будинку знаходиться пам'ятник Райні Княгині і могила її батька,  Георгія Футекова, жорстоко вбитого турками.  Одним з останніх оплотів повстання є будинок Дудека. де від турецьких військ і башибузуків ховалися десятки жінок, дітей і старійшин.  Будівля має вражаючу архітектуру і зараз у відмінному стані, один з найцікавіших експонатів - казна Османа Пазвантоглу, видатного правителя, який під час  бунтів відійшов від володіння.
Лековський дім цінний завдяки винятковій декорації розписом зсередини і зовні, яка виконана у 1873 році  місцевим майстром Іваном Зографовим.  У Панагюрищі також знаходиться дім відомого історика, громадського і державного діяча Марина Дринова.
На історичному місці Маньов пагорб, де 30 квітня 1876 року  криваві бої відбувалися під час повстання, тепер - Меморіальний комплекс "Априлці".  На його підніжжі знаходиться найстаріша Панагюрська церква - "Св.  Теодор Тірон", побудована в середині XVI століття.  Сусідня " Введення Богородиці", унікальна своїми фресками 1823 року, відкрита для відвідувачів.

Панагюрський собор - це церква св. Георгія в самому центрі,  Він був відновлений в 1880 році.  

## Регулярні події
- Святкування міста відзначається 2 травня, у річницю початку Квітневого повстання (20 квітня).
- Щорічний ринок проводиться на Страсну п'ятницю.

## Спорт
- ФК "Оборище"
- ХК Панагюрище
- БК Панагюрище
- Волейбольний клуб "Пан волей"
- Спортивний клуб "Залізні Брати"

## Особи
- Атанас Шопов (1855 - 1922) - болгарський  дипломат
- Георгій Баіров, македоно-одірнський доброволець, фотограф[9]
- Георгій Брадистилов (1904 - 1977) - математик, професор
- Георгій Гешанов (1872 - 1907), болгарський революціонер
- Георгій Шопов (1880 - 1932) - толстовець, відмовившись від військової служби, листувався з Львом Толстим
- Дамаскін Велешський (Димитр Дінчев) (1817—1878) — болгарський священник, перший екзархічний митрополит Велешський
- Дельчо Ілчев (1885 - 1925) - ентомолог
- Дельчо Лулчев (1935 - 1985) - інженер-будівельник
- Дончо Чупаринов (1894 - 1925) - болгарський революціонер, актор
- Єманюїл Дюджев (1835 - 1908) - болгарський вчитель, громадський діяч, революціонер і священник
- Єпископ Кирило  (Архиєпископ Кирил) (1920-2007) - архієпископ Піттсбурга, голова Болгарської православної громади Православної Церкви в Америці[10]
- Йончо Берберов (1873 - 1953) - болгарський військовий, підприємець
- Кирил Петров Перфанов (1890 - 1979) - режисер документальних фільмів, актор[11]
- Лука Іванов (1867 - 1906) - болгарський військовий
- Марин Дринов (1838 - 1906) -  вчений і державний діяч, перший голова БАС
- Нешо Бончев (1839 - 1878) -  перший болгарський літературознавець, педагог
- Нікола Райков Белопітов (1901 - 1972) - болгарський інженер, винахідник і бізнесмен
- Орчо воєвода (1829 - 1911) - сотник Квітневого повстання
- Павло Бобеков (1852 - 1877) -  прем'єр-міністр і голова Союзу під час Квітневого повстання
- Павло Делірадев (1879 - 1957), болгарський революціонер
- Параскева Дюкелова (1970 -) - болгарська кіноактриса
- Петко Койчев (1888 - 1907) - болгарський революціонер
- Петро Карапетров (1843 - 1905) - Болгарське відродження, книжник і історик
- Райна Княгиня (1856 - 1917) -  педагог і революціонерка
- Сава Радулов (1817-1887) — просвітитель і священник
- Стою Брадистилов (1863 - 1930) - болгарський військовий діяч, генерал-лейтенант
- Стоян Цветков (1930 - 2007) - зерновий селекціонер, професор
- Янко Павлов (1888 - 1974) - скульптор
- Петар Карапетров (1845—1903) — болгарский журналіст, видавець, редактор.

## Пам'ятники особистостям

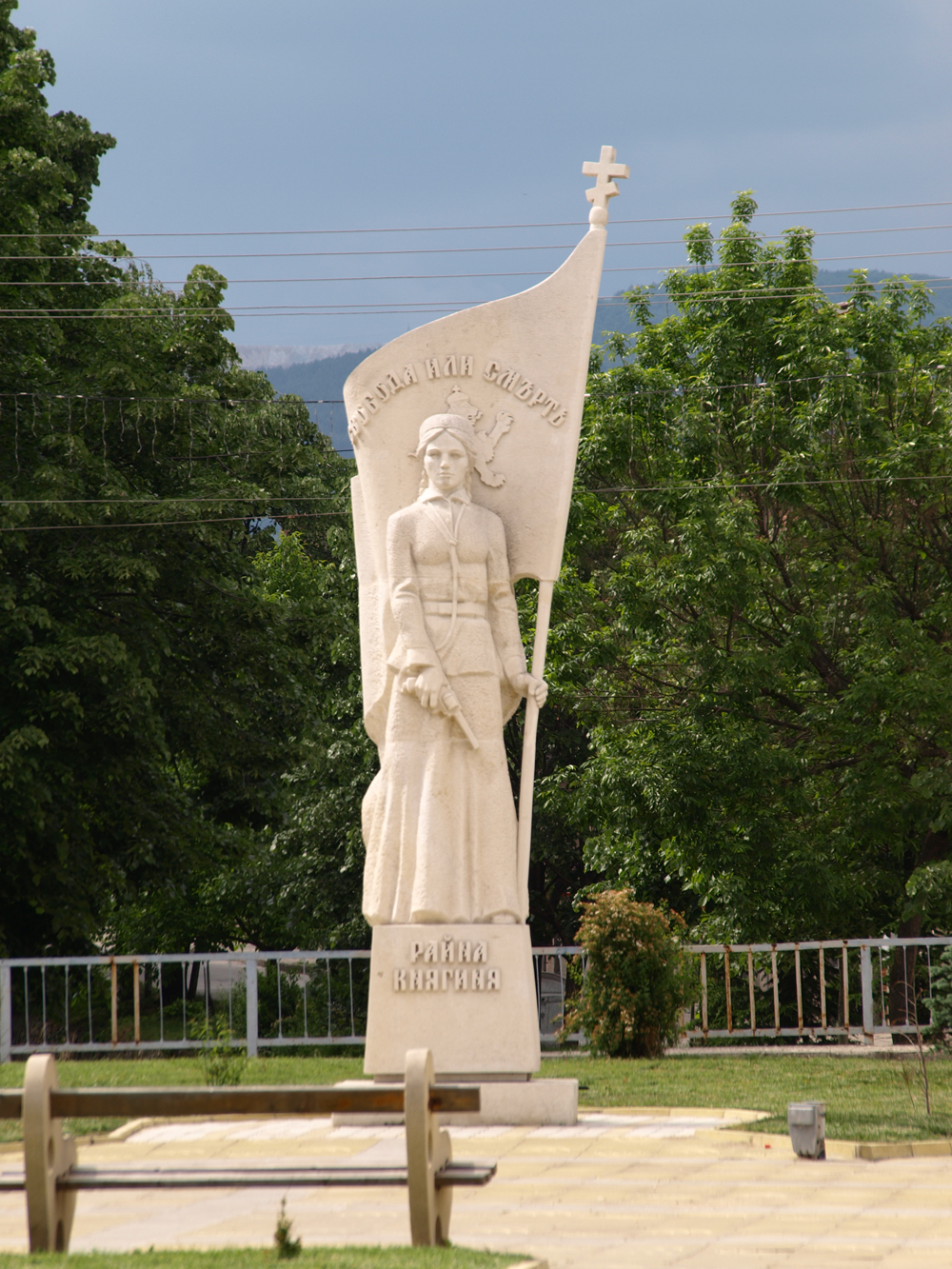
Пам'ятник Райні Княгині
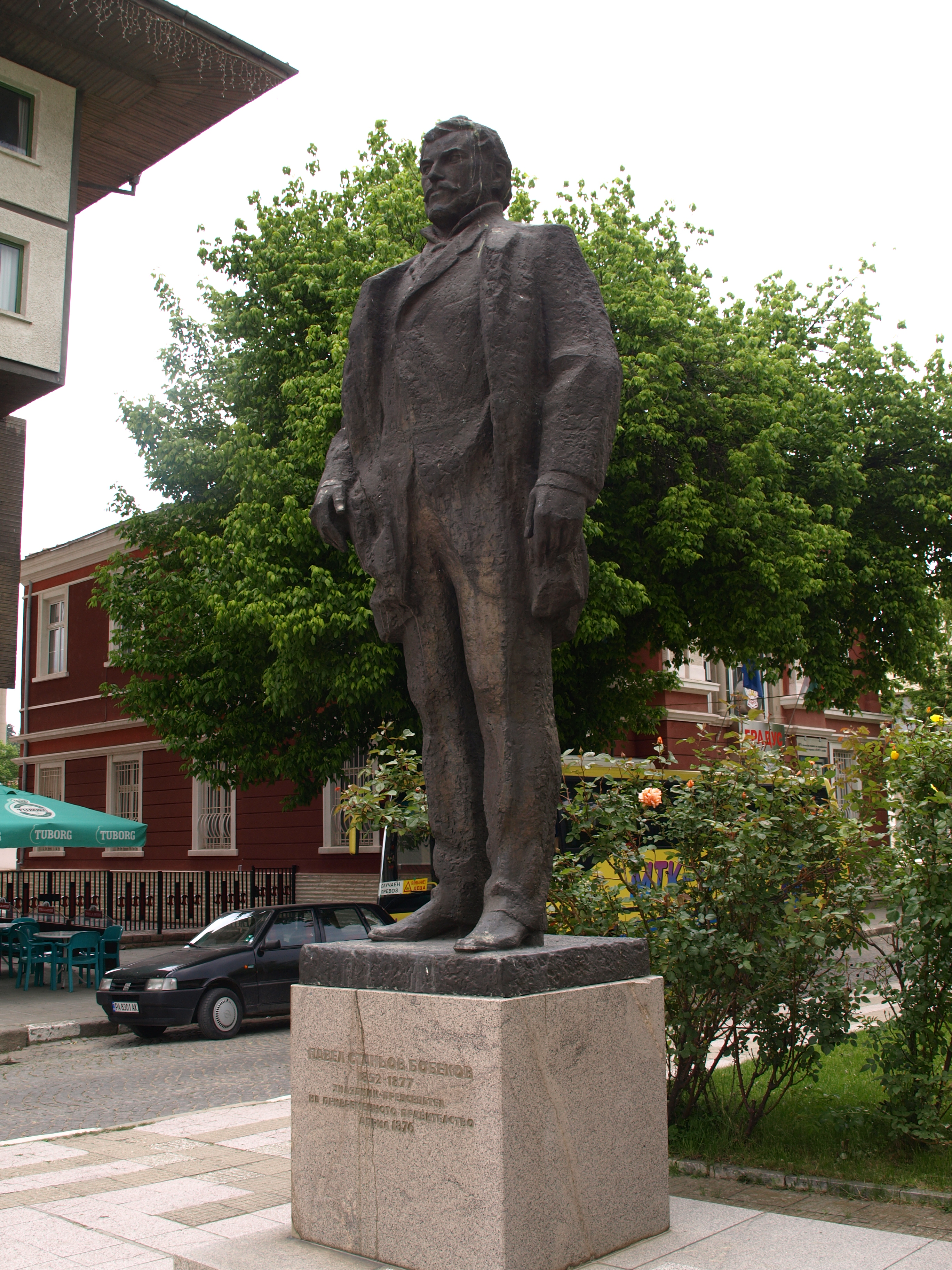
Пам'ятник Павлу Бобекову
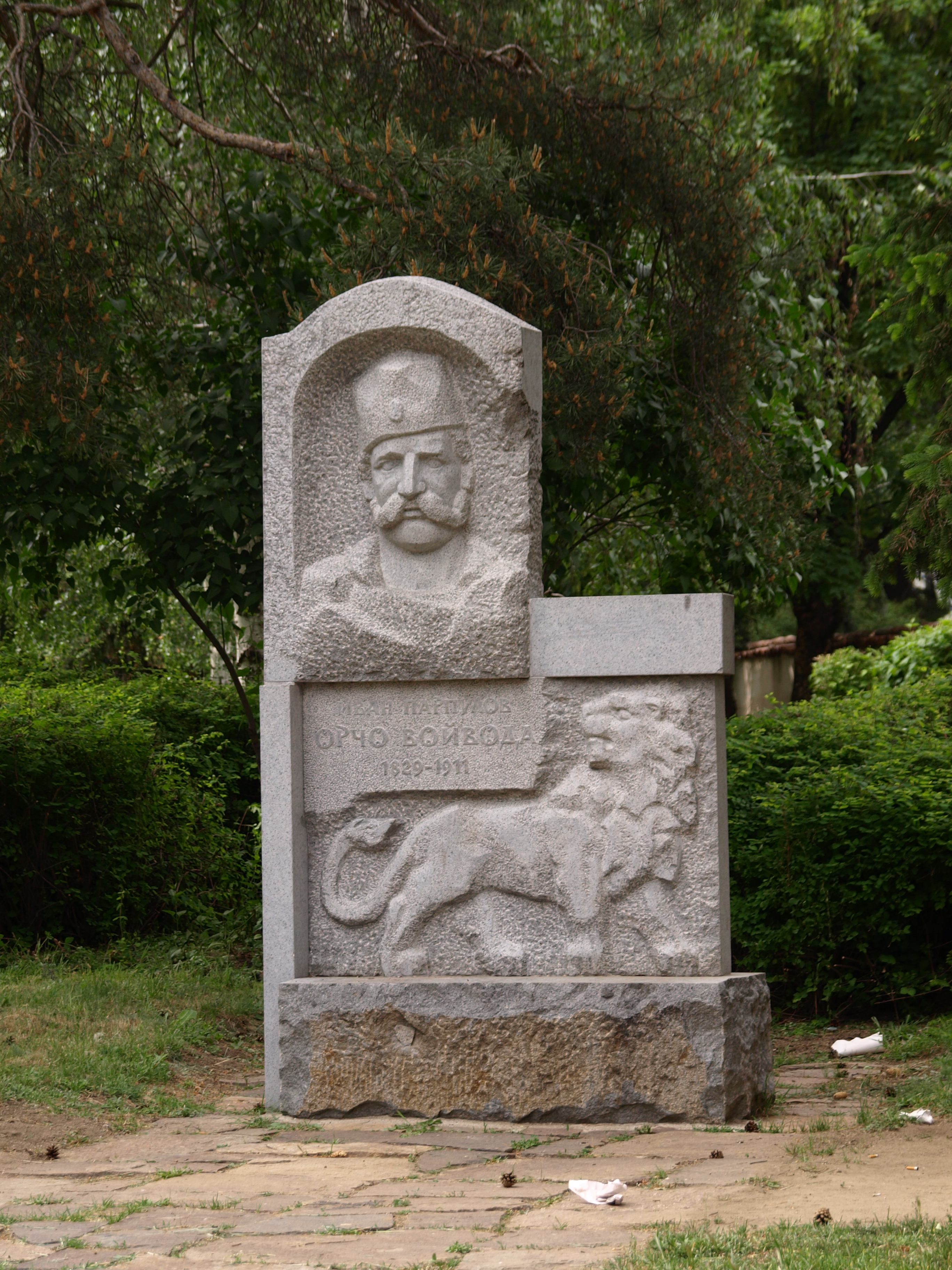
Пам'ятник Орчо воєводі

## Зовнішні посилання
- Офіційний сайт м. Панагюрище
- Новини з Панаґурище та області
- Панагюрище, об`яви
- Історичний музей
- Матеріали для опису міста Панагурище та його околиць. Средець, 1893
- Чернобуд, Короткий опис панагюрського повстання, проголошеного 20 квітня 1876 р
- Манев, Т. Панагурище, його поселення, буття і бунт. Пловдив, 1906